# Amnesiac Kid'z
Amnesiac Kid'z (全能のノア?, Zennō no Noa, lett. "L'onnipotenza di Noa") è un manga di Yōichirō Ono del 2009 pubblicato da Shinchosha sulla rivista Weekly Comic Bunch ed in seguito raccolto in tre volumi per un totale di 16 capitoli. In Italia è stato pubblicato tra il 2011 e il 2012 da Planet Manga, etichetta di Panini Comics. 

## Trama
L'11 gennaio 2038 Tokyo viene irradiata da un improvviso bagliore che causa in chiunque l'abbia visto la perdita di qualsiasi ricordo eccetto come articolare il linguaggio. Un milione le persone colpite ed in seguito a quell'incidente il governo giapponese crollò, salvo essere ricostruito da quelli scampati alla tragedia. Le vittime, considerate dal governo pericolosi malati, furono rinchiusi in una città sotterranea denominata Tokyo Geofront per evitare epidemie e rinominati Kid'z, con la scelta di poter vivere in una famiglia fittizia o essere d'aiuto per la ricerca di una cura. Protagonista della storia è Noa Ikurumi, un Kid'z che vive tranquillamente tra i due fratellini fittizi e la scuola fino a quando qualcuno non viene a cercarlo, una ragazza, Hikumi, che asserisce di essere la sua fidanzata e che gli rivela di essere lui stesso l'artefice della perdita di memoria di massa avvenuta due anni prima con la creazione di AREC, una bomba in grado di sottrarre i ricordi. 

## Volumi
| Nº | Data di prima pubblicazione | Data di prima pubblicazione | Data di prima pubblicazione | Data di prima pubblicazione |
| Nº | Giapponese                  | Giapponese                  | Italiano                    | Italiano                    |
| -- | --------------------------- | --------------------------- | --------------------------- | --------------------------- |
| 1  | 8 agosto 2009               | ISBN 978-4-10-771499-2      | 15 dicembre 2011            | ISBN 978-88-6589-425-5      |
| 2  | 9 novembre 2009             | ISBN 978-4-10-771526-5      | 23 febbraio 2012            | ISBN 978-88-6589-528-3      |
| 3  | 9 febbraio 2010             | ISBN 978-4-10-771543-2      | 19 aprile 2012              | ISBN 978-88-6589-642-6      |